# 格吕桑
格吕桑（法語：Gruissan，法語：[ɡʁɥisɑ̃] ⓘ），法国南部城市，奥克西塔尼大区奥德省的一个市镇，隶属于纳博讷区，其市镇面积为43.65平方公里，2022年1月1日时人口数量为5,068人，在法国城市中排名第2,160位。
格吕桑位于奥德省东部，地中海海滨，是纳博讷的一个近郊卫星城，因旅游业而兴盛。

## 地名来源
根据当地旅游局网站的论述，格吕桑一名最初以拉丁语“Grussianum”的形式被记载，该名称来源于一名古罗马将士，他在退役后在此定居。
格吕桑所处区域在19世纪以前通行奥克语，“Gruissan”在奥克语维基百科及Openstreetmap中对应的拼写为“Grussan”。

## 历史
在高卢-罗马时期，格吕桑尚为地中海北岸一处近海岛屿。中世纪初期，岛屿附近海域被泥沙淤积，逐渐形成陆地。1084年，格吕桑城堡建成，其附近逐渐形成聚落。中世纪中后期，格吕桑长期为朗格多克行省的一部分。法国大革命后，格吕桑成为奥德省的一个市镇。19世纪中期，格吕桑建成了首个海拔浴场。自20世纪70年代起，随着朗格多克地中海沿岸旅游业的发展，格吕桑逐渐成为一座旅游城市，当地出现了大批疗养院及旅游接待设施，其常住人口数量亦逐年增加。

## 地理

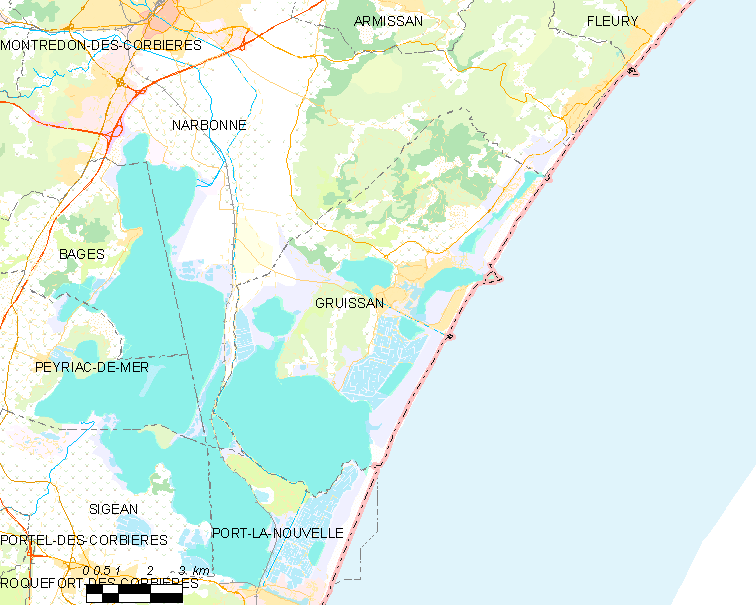
格吕桑市镇范围地图

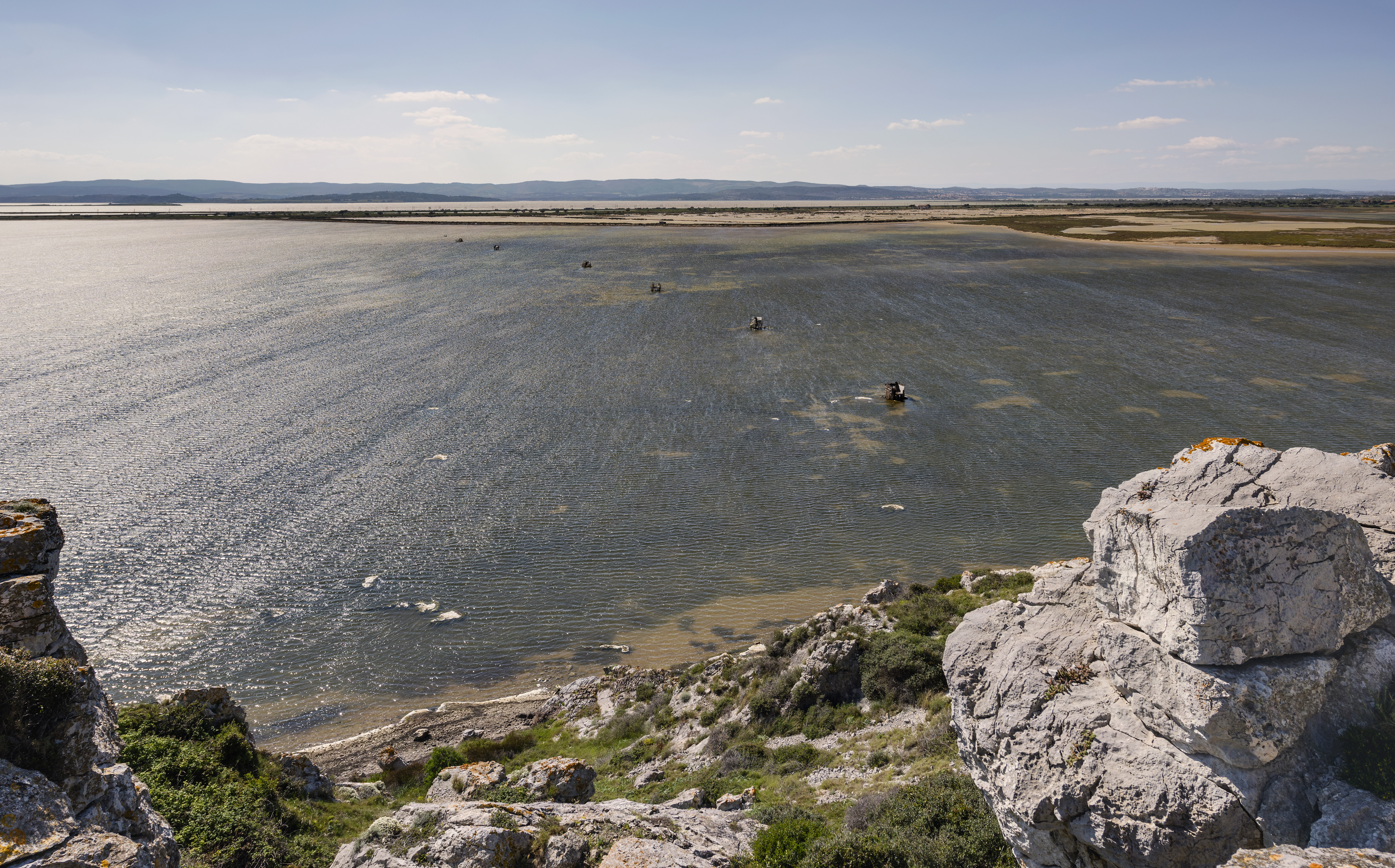
艾罗勒湖

格吕桑位于法国南部，奥克西塔尼大区南部和奥德省东部，距离省会卡尔卡松大约72公里。与格吕桑接壤的市镇包括纳博讷和拉努韦勒港。

### 地形
格吕桑位于地中海沿岸，境内以平原和丘陵为主，市镇中心地势较为平坦，西侧为丘陵，全境海拔在0到200米之间。

### 水文
格吕桑位于地中海沿岸，其市镇范围内有多处潟湖，包括格吕桑湖、格拉泽勒湖、艾罗勒湖等。人工开凿的罗比讷运河从市镇西南部的湖泊之间穿过。

### 植被
格吕桑属于亚热带硬叶林区，林地散落分布于市镇范围内的多处街区。
在鲜花城市的评比中，格吕桑被评为3星级鲜花城市。

### 气候
格吕桑在柯本气候分类法中属于地中海气候。

## 行政区划
格吕桑的市镇编号为11170，邮政编号为11430。
在行政管理方面，格吕桑隶属于法国奥克西塔尼大区奥德省纳博讷区；在地方选举方面，格吕桑隶属于纳博讷第二县，其市镇范围全境被划入奥德省第二选区；在社会管理方面，格吕桑是大纳博讷城市圈公共社区的组成部分。
截至2023年5月，格吕桑市镇范围内的暂无城市敏感街区及城市政策优先街区。
法国国家统计与经济研究所（简称）在进行数据统计时，未将格吕桑划入任何城市核心区（Unité urbaine），将包括格吕桑在内的周边共24个市镇划为纳博讷城市区。自2020年起，纳博讷城市区被包含71个市镇的纳博讷城市辐射区代替。此外，还将格吕桑市镇整体看作一个“块区”（IRIS），以便于统计人口分布情况。

## 交通

### 公路
奥德省省道D32线、D132线、D232线和D332线在格吕桑境内交汇，奥克西塔尼大区下属的城际客运提供巴士线路，可前往周边部分市镇。
2019年，18.8%的格吕桑家庭拥有至少一辆私人汽车。2019年，格吕桑境内共发生各类交通事故8起，造成2人遇难，6人受伤，其中5人重伤。
| 37 | 14 |

| 卡尔卡松 | 72 |

| 纳博讷 | 15 |

| 贝济耶 | 41 |

### 铁路
距离格吕桑最近的运营中的客运铁路车站为纳博讷站，该停靠前往巴黎、里昂、图卢兹、巴塞罗那等方向的高速列车，往返于马赛和波尔多之间的法国城际列车，以及前往阿维尼翁、卡尔卡松和佩皮尼昂三个方向的区域列车。

### 航空
距离格吕桑最近的民用航空站为76公里外的佩皮尼昂机场。

### 城市公共交通
格吕桑是纳博讷城市公共交通（商业名称为）的服务覆盖范围，后者是大纳博讷地区的城市公共交通系统。截至2023年5月，该系统共包括十余条普通公交线路，其中公交8路和8bis线经过格吕桑市区。

## 政治
格吕桑的现任市长为迪迪埃·科多尔尼乌先生，他是左派激进党的一名成员，在2020年的市政选举中获得了66.61%的支持率。
在2022年的法国总统大选中，法国极右翼政党国民阵线主席玛丽娜·勒庞在格吕桑获得了56.56%的支持率。

## 人口
2019年，格吕桑市镇人口数量为5,087，在法国排名第2,160位。其中男性2,429人，女性2,658人，75岁及以上人口占14.0%，外籍人口数量为155人，人口密度为117人/平方公里，当地居民被称为（男性）或（女性）。2020年，格吕桑境内出生18人，死亡人口85人。
| 格吕桑1901年－2020年人口变化情况 |
|                                  |
| 数据来源：Cassini、INSEE         |

## 经济
格吕桑是纳博讷的一个近郊卫星城，旅游业是当地主要的经济支柱。截止2023年5月，格吕桑市镇范围内共有各类用人单位（包含自雇）1,857家，平均历史为17年，其中99.63%为中小型企业（PME），2023年3月至5月间，当地的经济活力指数为0.16%。（零售）、（饮品销售）及（燃料销售）是当地2021年营业额最高的三个企业，分别为14,316,564欧元、2,808,574欧元和2,445,030欧元。

## 财政与居民收入
2021年，格吕桑的财政收入总额为15,355,500欧元，财政支出总额为14,078,500欧元，当年的债务总额为2,738,470欧元。2021年，格吕桑市镇通过增值税获得224,360欧元的收入，此外当地还共获得了1,316,320欧元的国家直接财政补助。
2020年，格吕桑的人均月收入总额为2,024欧元，其中高级职员为3,295欧元，低于法国平均水平（4,230欧元）；中级职员为2,346欧元，低于法国平均水平（2,411欧元）；普通职员为1,627欧元，亦低于法国平均水平（1,740欧元）。
2019年，格吕桑境内的贫困率为17%，青壮年（15至64岁）失业率为18.2%；当地45.9%的家庭拥有纳税资格，平均纳税2,273欧元，低于法国平均水平（3,910欧元）。

## 社会事务

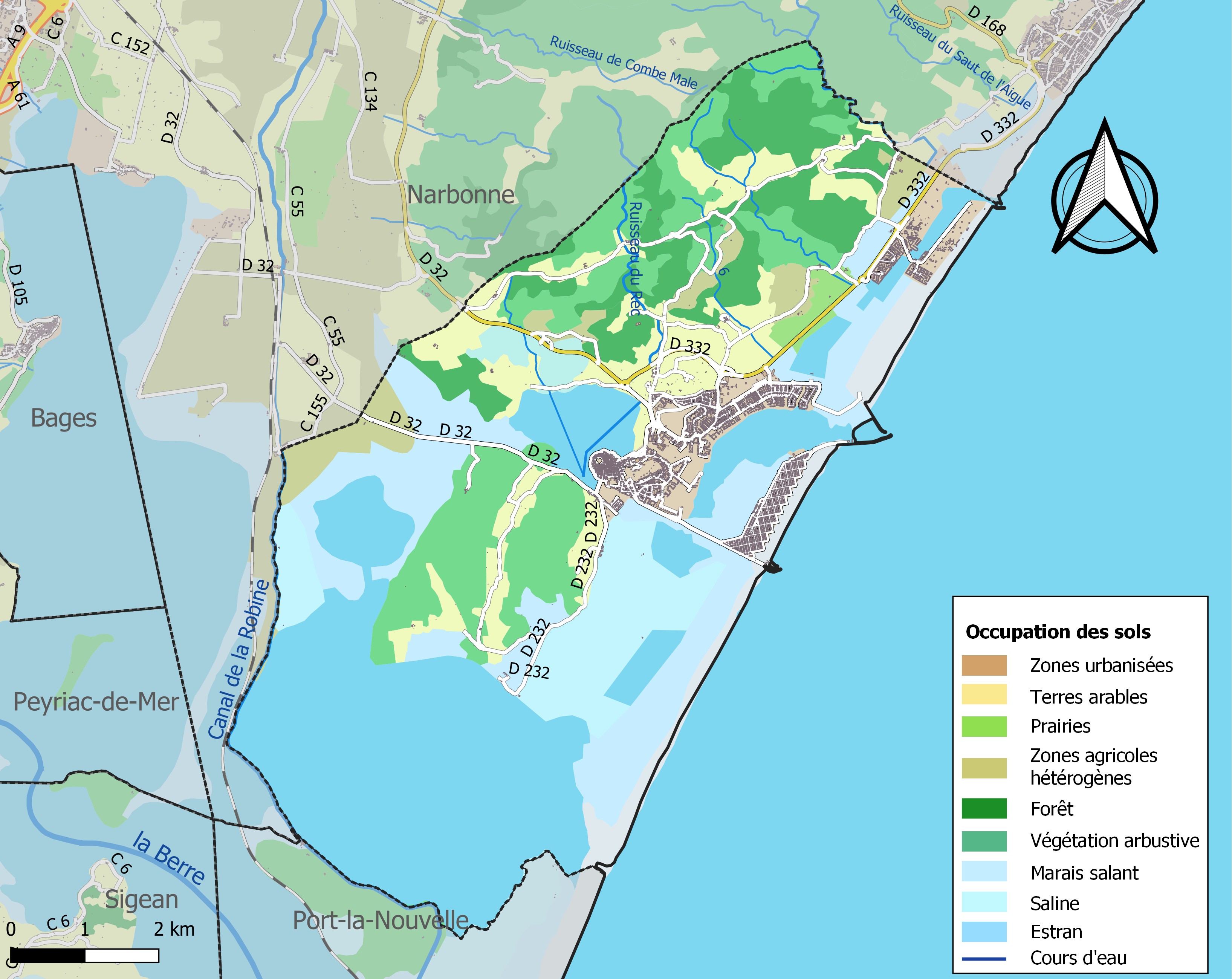
格吕桑土地利用情况地图

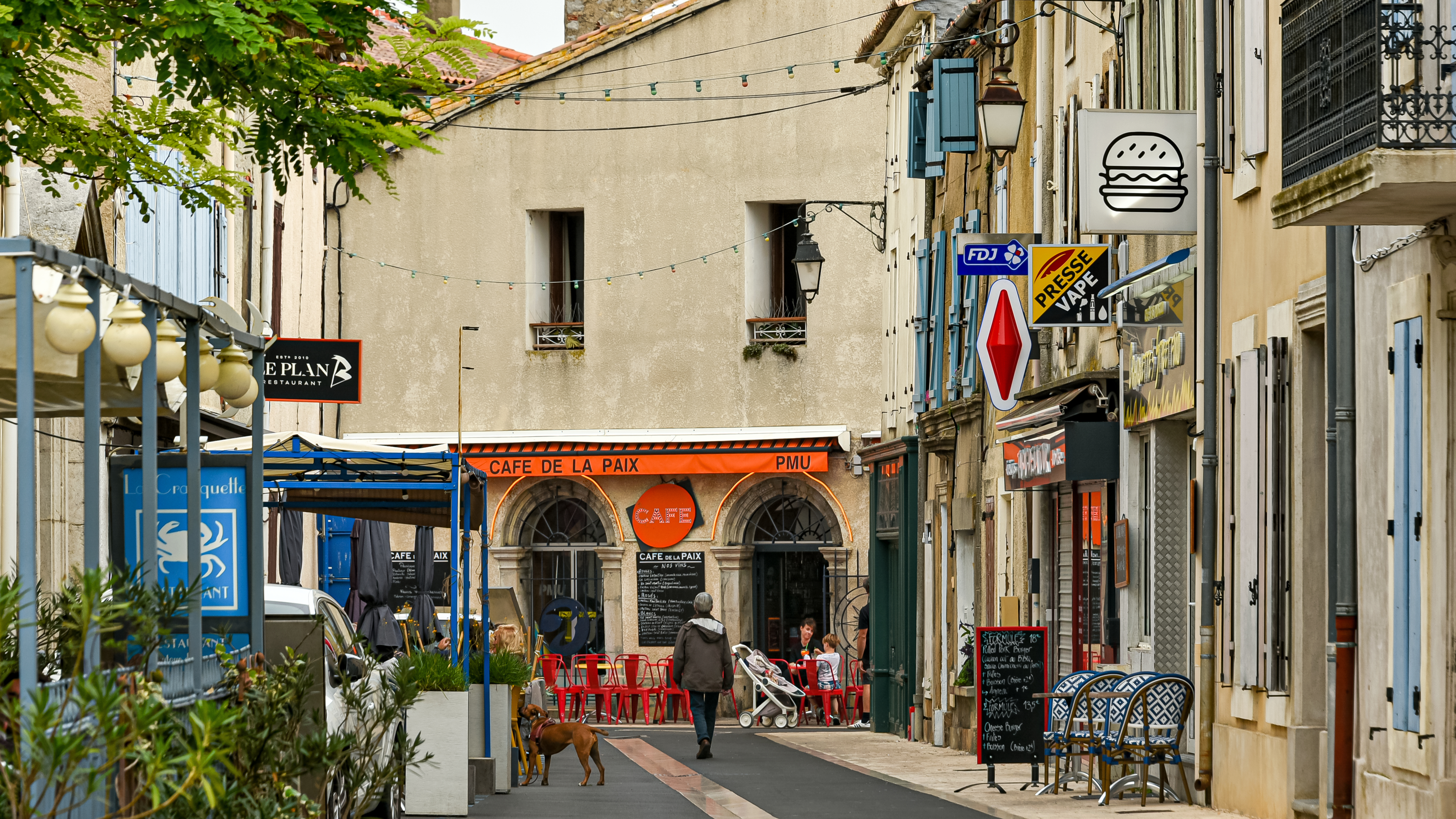
镇中心商业街

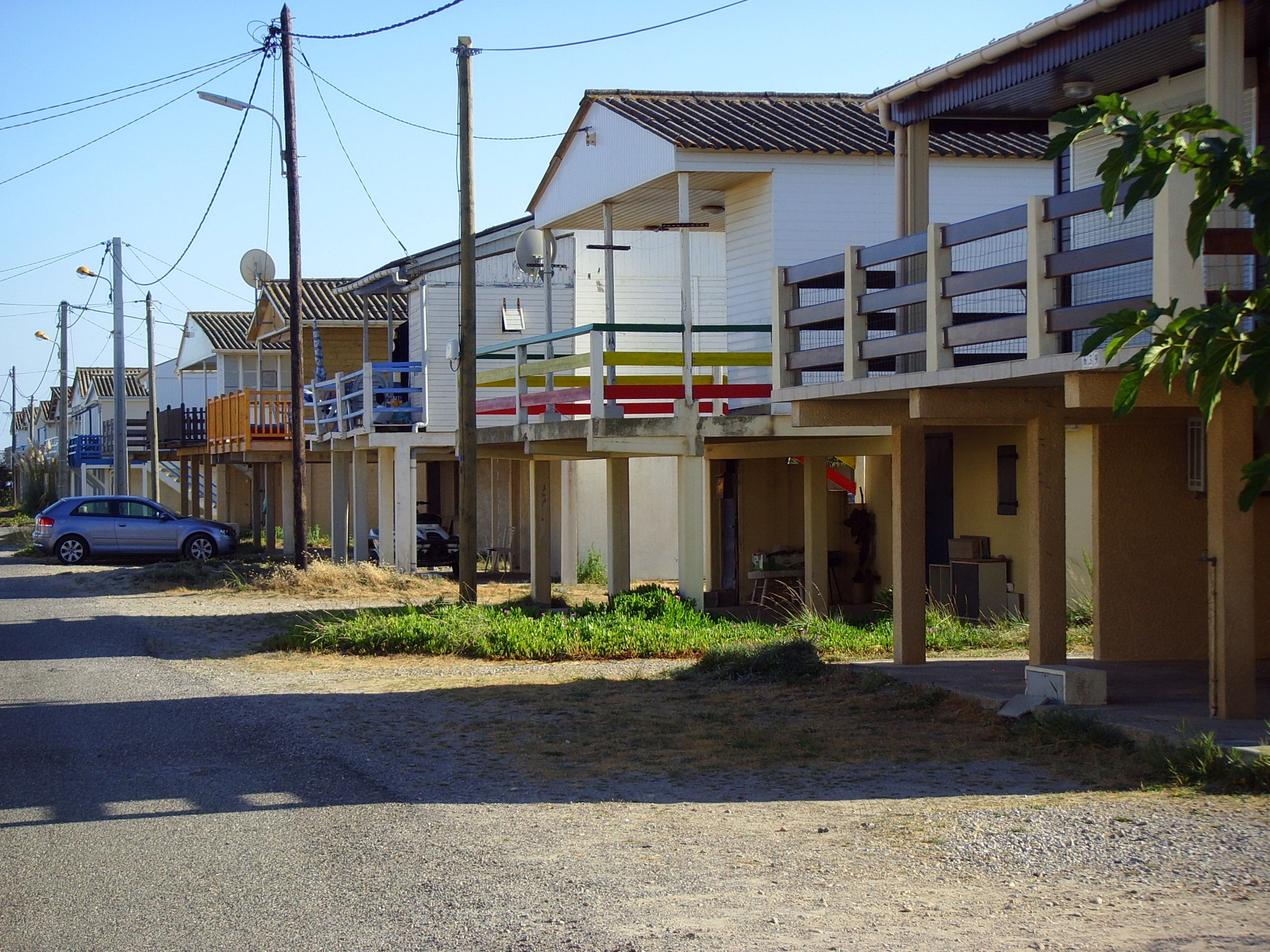
海滨居民楼

### 教育
格吕桑属于蒙彼利埃学区。截止2021年1月1日，格吕桑境内共有1所幼儿园、2所小学和1所初级中学。

### 医疗
截止2021年1月1日，格吕桑境内共有全科医生6名、保健师12名、牙医2名、护士13名和助产士1名。境内共有药房2家。
距离格吕桑最近的区域性医疗机构为纳博讷中心医院（Centre Hospitalier de Narbonne），其主病区位于纳博讷市区，距离格吕桑市区的正常车程在20分钟以内，该院设有床位302个，是当地规模最大的公立综合性医院。

### 住房
2019年，格吕桑境内共有各类住房13,305套，其中44.5%为独立式居民区，51.8%为集中式居民区。常住房屋占格吕桑市镇范围内居民建筑总量的20.8%。
在住房保障政策方面，2021年，格吕桑境内共有535户家庭获得了住房经济补助，受益人数占总人口数量的10.5%，其中501份为房租补助。

### 商业
2021年，格吕桑境内共有各类实体商铺274家，其中餐厅121家、大型超市3家、杂货店8家、面包房14家、肉铺3家、书店1家、装饰品店1家、银行门店1家、美容美发店11家、汽车维修店4家。市区X部建有大型开放式商业街区。

### 体育
2021年，格吕桑境内共有1家游泳池、1间体育馆、9处网球场以及1处足球或橄榄球场。
截至2023年5月，格吕桑足球俱乐部（Gruissan Football Club，编号541675）是格吕桑境内唯一的一家注册足球俱乐部，该足球队成立于1992年，其主队2022至2023赛季参加奥克西塔尼大区足球联赛丙组（法国第八级别），其主场为马泰耶球场（Stade de Mateilles）。

### 环境
格吕桑的环境事务由其所属的大纳博讷城市圈公共社区联合各级政府协调负责。2021年，格吕桑境内暂无污染企业。

### 治安
2021年，格吕桑市镇范围内共有1处宪兵队。
格吕桑及其附近的共81个市镇是纳博讷国家宪兵队（zone gendarmerie de Narbonne）的管辖范围。2020年，该宪兵队累计记录各类案件3,963起，其中盗窃类案件2,218起，经济类案件517起，毒品交易类案件229起。

## 文化

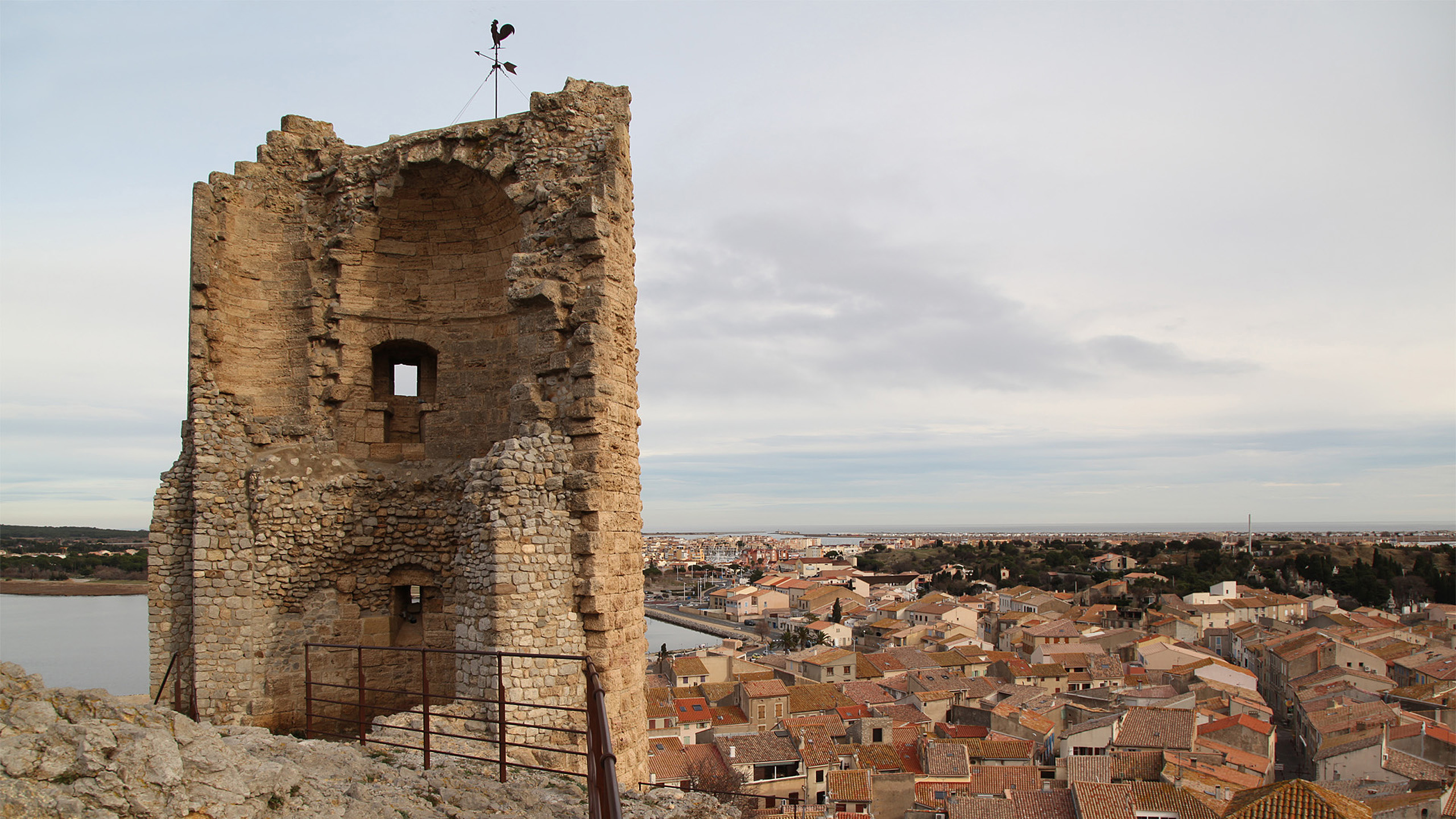
巴尔伯鲁斯塔遗址

2021年，格吕桑境内暂无任何文化设施。格吕桑市政府提供多媒体中心，每周一、二、三、五、六向公众开放。

### 建筑
格吕桑境内有多处历史建筑，其中圣母升天教堂、巴尔伯鲁斯塔遗址等为法国国家文物保护单位等，教堂则是当地的地标性建筑物。

### 旅游
格吕桑的旅游事务由其所属的大纳博讷城市圈公共社区负责。2022年，格吕桑境内共有5家酒店共计164间房间；另有4个露营地，可容纳共716辆露营车。

### 媒体
法国主要的媒体均可在格吕桑接收，法国电视三台下属的奥克西塔尼大区频道在部分时段播出格吕桑所在奥德省的地方新闻。蓝色法兰西奥克西塔尼广播、ViàOccitanie电视台、《南部追寻报》等是当地主要的地方性媒体。

## 友好城市
截至2023年5月，格吕桑共与两座城市互为友好城市关系：
- 義大利 洛罗丘芬纳
- 法國 圣克拉尔